# Rocky Mount Challenger
Il Rocky Mount Challenger, noto anche come Belmont Farms USTA Challenger per motivi di sponsorizzazione, è stato un torneo professionistico di tennis giocato su campi in terra verde. Faceva parte dell'ATP Challenger Series. Si giocava annualmente a Rocky Mount (Carolina del Nord) negli Stati Uniti.
Mark Merklein detiene il record dei titoli vinti, due, nel doppio.

## Albo d'oro

### Singolare
| Anno | Campione      | Finalista     | Punteggio   |
| ---- | ------------- | ------------- | ----------- |
| 2001 | Jan Vacek     | Ramón Delgado | 7–6(0), 7–5 |
| 2002 | Robby Ginepri | Alex Kim      | 6–3, 6–4    |

### Doppio
| Anno | Campioni                              | Finalisti                       | Punteggio   |
| ---- | ------------------------------------- | ------------------------------- | ----------- |
| 2001 | Mark Merklein (1) Mitch Sprengelmeyer | Paul Kilderry Peter Tramacchi   | 7–5, 7–6(7) |
| 2002 | Mark Merklein (2) Eric Taino          | Huntley Montgomery Brian Vahaly | 6–3, 6–4    |